# POWER GATE
「POWER GATE」（パワー・ゲート）は、水樹奈々の5枚目のシングル。2002年5月1日にキングレコードから発売された。

## 解説
- 4thシングル『LOVE & HISTORY』と同時リリース。
- 今作より矢吹俊郎が中心となり、楽曲をプロデュースしていく。「POWER GATE」はライブで主に終盤に歌われることが多く、定番の人気ナンバーとなっている。プロデューサーの三嶋章夫は「POWER GATE」について「これまでにライヴで最も多く歌い、またこれからも何度も歌っていくであろうアンセム的存在」と語っている[1]。また、表題曲『POWER GATE』はPVが制作されており、DVD『NANA CLIPS 1』に収録されている。

- 2002年のA&Gメディアステーション こむちゃっとカウントダウン年間ランキングで1位を獲得した。

- 2010年3月27日、NHK総合テレビの特別番組「春うた2010」で、「NANA MIZUKI LIVE ACADEMY 2010」名古屋公演の会場（日本ガイシホール）から生出演し、2曲目として「POWER GATE」を披露した（1曲目は坂本冬美の「夜桜お七」をカバーした）。

- 発売当初のオリコン最高位は50位だった。しかし、約8年が経過した2010年3月17日付オリコンシングルデイリーチャートで、前日の圏外から46位に登場[2]。発売以来デイリーチャートに登場したことがなかった当作品にとって、8年越しの初ランクインとなった。 さらに2010年7月24日、25日の二日間西武ドームにて行われた『水樹奈々 Live Games 2010』の効果か、その翌々日である2010　年7月27日のオリコンシングルデイリーチャートでは29位に再度浮上している。
- 矢吹の作詞の特徴である口語調、社会に対する皮肉が含まれる歌詞となっており、楽曲も奥井雅美プロデュース時に近い、打ち込みと生音をミックスしたものとなっている。

## 収録曲
1. POWER GATE [4:33]
作詞・作曲・編曲：矢吹俊郎
  - テレビ大阪『M-VOICE』エンディングテーマ
2. おんなになあれ [3:57]
作詞・作曲：飛鳥涼、編曲：大平勉
3. POWER GATE （vocalless ver.）
4. おんなになあれ （vocalless ver.）

## 収録作品
| 曲名           | 収録作品名                                               | 作品種類           | 発売日         | 備考                                                  |
| -------------- | -------------------------------------------------------- | ------------------ | -------------- | ----------------------------------------------------- |
| POWER GATE     | MAGIC ATTRACTION                                         | オリジナルアルバム | 2007年11月14日 | 2ndオリジナルアルバム                                 |
| POWER GATE     | GREAT ACTIVITY                                           | オリジナルアルバム | 2007年11月14日 | 同梱DVD内「あなたが選ぶNANA Song BEST 10」に収録      |
| POWER GATE     | THE MUSEUM                                               | ベストアルバム     | 2007年2月7日   | 1stベストアルバム                                     |
| POWER GATE     | NANA CLIPS 1                                             |                    | 2003年1月22日  | 1stPV集                                               |
| POWER GATE     | NANA MIZUKI "LIVE ATTRACTION" THE DVD                    | DVD/BD             | 2003年3月26日  | 1stライブ・ビデオ                                     |
| POWER GATE     | NANA MIZUKI LIVE SKIPPER COUNTDOWN THE DVD and more      | DVD/BD             | 2004年3月3日   | 2ndライブ・ビデオ                                     |
| POWER GATE     | NANA MIZUKI LIVEDOM-BIRTH- AT BUDOKAN                    | DVD/BD             | 2006年6月21日  | 4thライブ・ビデオ                                     |
| POWER GATE     | NANA MIZUKI LIVE MUSEUM×UNIVERSE                         | DVD/BD             | 2007年6月6日   | 5thライブ・ビデオ                                     |
| POWER GATE     | NANA MIZUKI LIVE FIGHTER -BLUE×RED SIDE-                 | DVD/BD             | 2008年12月25日 | 7thライブ・ビデオ                                     |
| POWER GATE     | NANA MIZUKI LIVE DIAMOND×FEVER                           | DVD/BD             | 2009年12月23日 | 8thライブ・ビデオ                                     |
| POWER GATE     | NANA MIZUKI LIVE GAMES×ACADEMY                           | DVD/BD             | 2010年12月22日 | 9thライブ・ビデオ                                     |
| POWER GATE     | NANA MIZUKI LIVE CASTLE×JOURNEY                          | DVD/BD             | 2012年5月2日   | 11thライブ・ビデオ                                    |
| POWER GATE     | NANA MIZUKI LIVE GRACE -OPUS II-×UNION                   | DVD/BD             | 2013年5月1日   | 12thライブ・ビデオ                                    |
| POWER GATE     | NANA MIZUKI LIVE CIRCUS×CIRCUS+×WINTER FESTA             | DVD/BD             | 2014年5月28日  | 13thライブ・ビデオ                                    |
| POWER GATE     | NANA MIZUKI LIVE FLIGHT×FLIGHT+                          | DVD/BD             | 2015年1月14日  | 14thライブ・ビデオ                                    |
| POWER GATE     | NANA MIZUKI LIVE ADVENTURE                               | DVD/BD             | 2016年1月21日  | 16thライブ・ビデオ                                    |
| POWER GATE     | NANA MIZUKI LIVE GALAXY -GENESIS-                        | DVD/BD             | 2016年9月14日  | 17thライブ・ビデオ                                    |
| POWER GATE     | NANA MIZUKI LIVE PARK×MTV Unplugged: Nana Mizuki         | DVD/BD             | 2017年3月8日   | 18thライブ・ビデオ                                    |
| POWER GATE     | NANA MIZUKI LIVE ZIPANGU×出雲大社御奉納公演 〜月花之宴〜 | DVD/BD             | 2017年11月15日 | 19thライブ・ビデオ                                    |
| おんなになあれ | NANA MIZUKI LIVE SKIPPER COUNTDOWN THE DVD and more      | DVD/BD             | 2004年3月3日   | 1987年にリリースされた森川美穂の6thシングルのカバー。 |
| おんなになあれ | NANA MIZUKI LIVE CASTLE×JOURNEY -KING-                   | DVD/BD             | 2012年5月2日   | 11thライブ・ビデオ                                    |